# Sarcophyton pauciplicatum
Sarcophyton pauciplicatum is een zachte koraalsoort uit de familie Alcyoniidae. De koraalsoort komt uit het geslacht Sarcophyton. Sarcophyton pauciplicatum werd in 1978 voor het eerst wetenschappelijk beschreven door Verseveldt & Benayahu. 